# Irene von Schellander
Irene von Schellander (3. dubna 1873 Vídeň – 22. dubna 1933 Salcburk) byla rakouská spisovatelka, básnířka a malířka.

## Životopis
Irene von Schellander byla dcerou admirála Josefa von Schellander (1839–1924).
Vyrůstala v Terstu a Pule a později odešla do Salcburku. Od svých 16 let publikovala básně a pohádky v různých časopisech; v letech 1896–1899 byla také přispěvatelkou do „Cotta'schen Musen-Almanach“. Její tvorba byla poměrně malá; před první světovou válkou byla úspěšná jako autorka konvenční poezie, ale do kulturní historie se zapsala spíše svými prozaickými skicami o salcburských osobnostech v místních novinách. Byla také činná jako malířka v secesním stylu.
Její jméno se objevovalo nejen v předních německých časopisech, ale i ve francouzských a Italských (Illustrazione). Jejími sponzory byli spisovatelé Friedrich Marx a Georg Scherer, který ji zařadil do své antologie „Deutscher Ärztewald“.

## Dílo
- Die Möve (Racek), novely, 1894
- Tannenbruch: básně, 1902
- Rojenica: povídky z hor, 1906
- Friedrich Marx: biografie, 1910
- Titanic 15. IV. 1912: balada, 1913

### Dílo v češtině
- Racek – in: 1000 nejkrásnějších novel... č. 74; úvod František Sekanina; přeložila Růžena Jínová. Praha: J. R. Vilímek, 1914